# Convento de Santa Teresa (Madrid)
El convento de Santa Teresa es un convento de carmelitas descalzas en Madrid.

## Historia
Fue fundado en 1683 por Nicolás María de Guzmán y Caraffa, príncipe de Astillano y su esposa María Álvarez de Toledo y Velasco (-1710) en unos terrenos situados al norte de la villa de Madrid, al este del convento mercedario de Santa Bárbara. El impulso del convento se debió a la carmelita descalza, sor María Francisca de los Ángeles (1637-1697), nacida Mariana Blázquez Merino, muy cercana al príncipe.

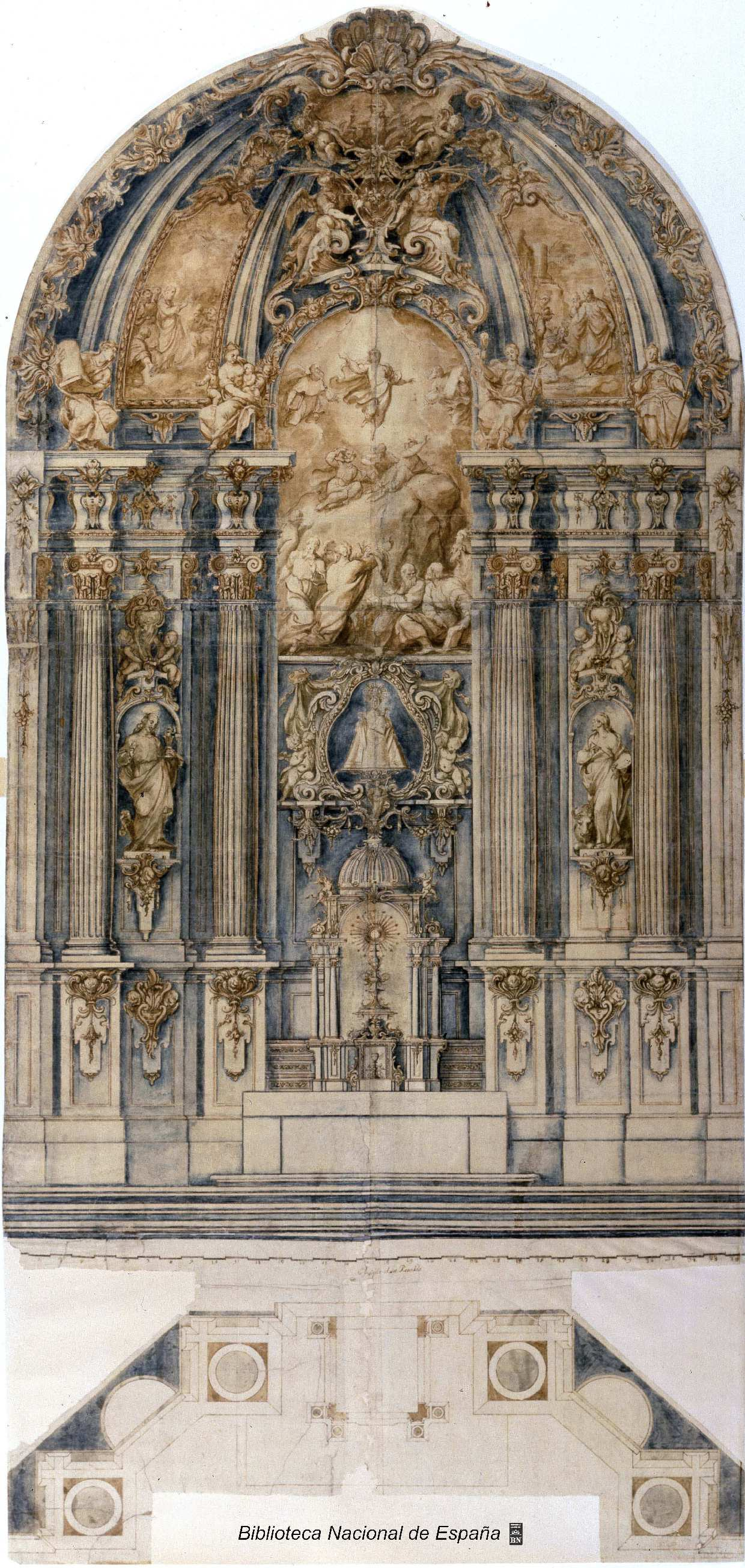
Dibujo para el retablo de la iglesia por Teodoro Ardemans y José Benito de Churriguera.

Las monjas provenientes del convento de San José en Ocaña tomaron posesión del convento el 9 de septiembre del año siguiente.
En 1689, tras la muerte del príncipe, el patronato del convento pasó al rey Carlos II.
En 1719 se finalizó la construcción de la iglesia. El altar de esta nueva iglesia fue donado por el patronato del convento, Felipe V de España. En 1868 la comunidad fue expulsada del convento y fueron acogidas por las salesas. En 1870 ambas comunidades serían enviadas al convento de concepcionistas de El Pardo.
En 1869 el convento fue demolido y en su lugar se trazaron las actuales calles de Argensola, Campoamor, Justiniano y la homónima de Santa Teresa.
En 1870 se comenzó la construcción del nuevo convento e iglesia en su ubicación actual en la calle de Ponzano con vuelta a la de María de Guzmán. La construcción del nuevo convento finalizó en 1893, regresando la comunidad desde El Pardo en 1894. La nueva construcción se realizó con la colaboración del confesor de la comunidad, el jesuita Isidro Hidalgo; y por mediación de este la de Isidoro de Salaberri y Romeo, V marqués de Murillo; y Nicolasa Gallo-Alcántara y Siber, I marquesa de Vallejo.

## Descripción
El convento en su primitiva ubicación estaba ricamente dotado con importantes obras de arte como las siguientes:
- Una copia de la Transfiguración según Rafael, realizada por un alumno de Giulio Romano, hoy en el Museo del Prado.
- Una talla de la Transverberación de Santa Teresa por Nicola Fumo.
- Nueve colgaduras bordadas, conservadas en el Museo Arqueológico Nacional.[3]

El convento actual cuenta con un exterior de estilo neomudéjar en ladrillo. Su iglesia es de estilo barroco. En este convento se guardan algunas piezas de arte del convento original como una Inmaculada de Pedro de Mena; y un manuscrito de Camino de Perfección.

### Individuales
1. ↑  Ponz, Antonio (1776). «Sexta división. Entre la Red de San Luis, y calle de Foncarral, dando vuelta a entrar por la de Alcalá á la Puerta del Sol. Convento de Religiosas de Santa Teresa. 14».  En Joaquín Ibarra, ed. Viage de España, ó, Cartas en que se dá noticia de las cosas mas apreciables y dignas de saberse que hay en ella V. Madrid. pp. 259-260. Consultado el 10 de julio de 2021.
2. ↑  Convento de Santa Teresa (Madrid) (6 de noviembre de 2020). «Nuestra comunidad». Carmelitas Descalzas de Santa Teresa de Madrid. Consultado el 23 de febrero de 2023.
3. ↑  Sánchez Amores, Juliana (1985). «Las colgaduras bordadas del convento de Santa Teresa de Jesús, de Madrid, en el Museo Arqueológico Nacional». Boletín del Museo Arqueológico Nacional 3 (2): 177-193. ISSN 2341-3409. Consultado el 23 de febrero de 2023.
4. ↑  Gila Medina, Lázaro (2015). El triunfo de la imagen: Tesoros del arte sacro restaurados por la Comunidad de Madrid : Exposición celebrada en la Real Academia de Bellas Artes de San Fernando entre febrero y abril de 2015. Dirección General de Patrimonio Histórico. pp. 221-223. ISBN 978-84-451-3507-5. Consultado el 23 de febrero de 2023.
5. ↑  Ros García, Salvador (2015). El triunfo de la imagen: Tesoros del arte sacro restaurados por la Comunidad de Madrid : Exposición celebrada en la Real Academia de Bellas Artes de San Fernando entre febrero y abril de 2015. Dirección General de Patrimonio Histórico. pp. 116-118. ISBN 978-84-451-3507-5. Consultado el 23 de febrero de 2023.